# Casola di Caserta
Casola di Caserta è un piccolo paese collinare ricadente nel comune di Caserta, situata sull'altopiano dei Monti Tifatini, ad un'altitudine di 360 m s.l.m.. Confina con la frazione di Casertavecchia ed è distante circa 10 km dalla Reggia di Caserta. Vi vivono 1649 persone. 

## Origini del nome
Il suo nome deriva dal latino "Casula", ovvero "piccola casa, minuscolo agglomerato di case".

## Monumenti e luoghi di interesse

### Chiesa di San Marco Evangelista
Fu consacrata nell'anno 1220 dal vescovo di Capua. Nel corso dei secoli ha subito diverse modifiche tra cui l'aggiunta della navata destra nel 1800. Restaurata in distinte occasioni (1960, 1980 - 1989, 2014 - 2015), la Chiesa di San Marco Evangelista ha una pianta pressoché rettangolare di circa 20 m x 14 m. Possiede tre navate, di cui quella centrale più grande, divise tra di loro da pilastri in muratura di tufo. La navata centrale ha una copertura a volta a botte ed è affrescata con immagini sacre di San Michele Arcangelo (nei pressi dell'ingresso), di San Marco Evangelista (nella parte centrale), e di San Vitaliano (nei pressi del presbitero). Le navate laterali con copertura a volte a crociera sono affrescate con dipinti realizzati da pittori della scuola di Lecce. Possiede una fonte battesimale databile al XIII secolo. 
Davanti alla chiesa è presente un tiglio plurisecolare riconosciuto como albero monumentale della Campania

### Eremo di San Vitaliano
Il primo riferimento della sua esistenza è nella Bolla dell'Arcivescovo Sennete, metropolita di Capua, risalente all'anno 1113. Fu poi citato da Michele Monaco in Sanctuarium Capuanum (1360) e da Crescenzo Esperti in Memorie istoriche ed ecclesiastiche della città di Caserta (1775). Inoltre, è citato più volte nelle visite pastorali dei vescovi della Diocesi di Caserta dal 1627 al 1812. Secondo la tradizione, l'Eremo fu costruito dal proprio San Vitaliano (nato a Capua nell'VIII secolo) durante il suo romitaggio in Miliarum (o Maltanum), località del territorio di Caserta, dove visse alcuni anni compiendo miracoli.
La struttura è stata più volte rimaneggiata e pertanto, l'autenticità delle origini è alterata. L'ultimo restauro, risalente al 2001, ha ripristinato la copertura a capriata, tipica dell'Alto Medioevo ed ha eliminato superfetazioni ornamentali riportando alla luce l'essenzialità delle linee architettoniche primitive.